# Bronk in Eijsden
De Bronk van Eijsden (Limburgs: Broenk ien Èèsjde) is een van oorsprong katholieke, cultuur-historische traditie in de Nederlandse plaats Eijsden. Het jaarlijks terugkerende feest vindt plaats twee weken na Pinksteren.

## Beschrijving

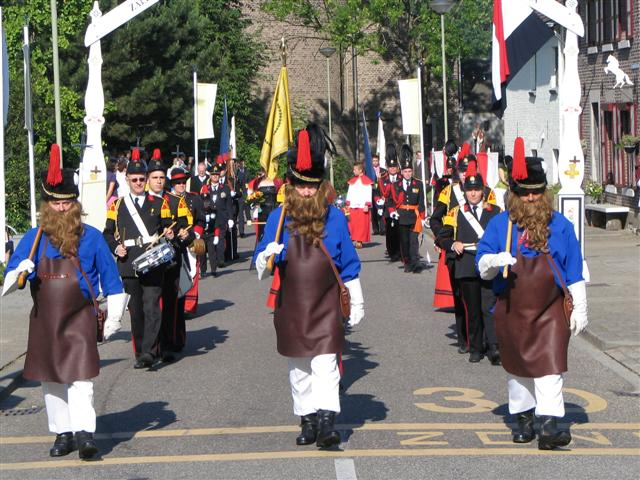
Bielemannen en muziekkorps in de processie

Het woord 'bronk' betekent in een aantal Limburgse dialecten processie. Daar ligt ook de oorsprong van het Eijsdense feest. De feestelijkheden beginnen op zondagmorgen met de sacramentsprocessie, waarbij de dorpspastoor de monstrans met het Allerheiligste meedraagt, begeleid door diverse (religieuze) groepen en muziekkorpsen. Daarna beginnen de feesten, die twee à drie dagen duurt, met onder andere reidansen. Deze reidans, cramignon genaamd, is een gebruik dat is overgewaaid uit het nabijgelegen Wallonië.
In de oude kernen van Caestert en Breust wordt tevens de Bronkmaandag gevierd. In Caestert organiseert de jonkheid van Caestert (ongehuwde jongens boven de 16 uit de kernen Laag-Caestert, Hoog-Caestert, Withuis en de omgeving van het station) het feest. In Breust is dat de jonkheid van Breust (oude kern Breust en Poelveld). Bronkdinsdag viert de Jonkheid van Eijsden (kern Eijsden en Plan Noord) haar eigen feest.

## Documentaire over de Bronk

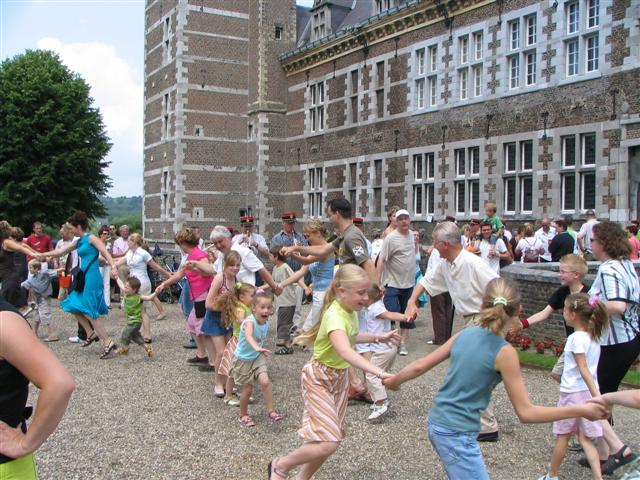
Reidansen tijdens de bronk

De Eijsdense bronk is een diep in de gemeenschap geworteld feest. In 1996 werd deze cultuur-historisch traditie vastgelegd door Thei Boosten en Will Haenen in de vorm van een documentaire. Voor die gelegenheid werd door Laur Rutten het zogenaamde Bronklied gecomponeerd, dat na het verschijnen van de film een blijvende populariteit in Eijsden verwierf.

| Dialect | Nederlands |
| --- | --- |
| De Maos oe stig dao binne kums, ongder ien os land. Oe de Voor dig naoder kumpt is Èèsjde diene rand. Es alles dan tot leave kumpt, ien kleur ’n vol pallit Veult ederean dea kriebel wir un onggesjriëve wit ‘t Vuurjaor ien dit machtig land, van hoeg un prach gezich Natuur de luj ze geun d’r veur, ze komt d’r aon allig Van wiet kortbie ze trikt dig aon un ongbesjrieëve grieëp Allemachtig vuurgeveul ‘g wow dat mig ene knieëp Bronk leef Èèsjde ieuwe al, dat hilt dig bie ean Bronk wat eeder weate zal, ‘t fête veur ederean Bronk ien de sjtraote eder hoes, dat veult eder lief Bronk veur wea ‘t huure wilt zeat aon dich noe blief Loor dao lucht de zon zich weer, alles sjijnt en blinkt Al en ederean geread wea is 't, dea dat sjinkt Un wej ien bleuj un klok die sjlèèt, de pöälkes ien ‘t wit De plek van edere Èèsjdenēr oe dea zoe geare zit Huur dao sjpeult un hermenie, dat weiske van sjôn kingd Drujmend ederean zingt mit, geveul dat zoe sjôn klinkt De blèèk gesjropt de sjtop gekeart, gehaold doer unne rink De liesj van Èèsjde opgepots, dus daovuur dat ig deenk Bronk leef Èèsjde ieuwe al, dat hilt dig bie ean Bronk wat eeder weate zal, ‘t fête veur ederean Bronk ien de sjtraote eder hoes, dat veult eder lief Bronk veur wea ‘t huure wilt zeat aon dich noe blief ‘t Vreuger dat zit dich ien ‘t blood, geneete van dien prach ‘t Noe dat leet os geare zien, sjus dao ien zit dien krach De reups d'n luj van ueveral: kaompt naoder, en kaompt tot hie! Zoe ens per jaor dan is ‘t zoe, dan veule vier os vrie Bronk leef Èèsjde ieuwe al, dat hilt dig bie ean Bronk wat eeder weate zal, ‘t fête veur ederean Bronk ien de sjtraote eder hoes, dat veult eder lief Bronk veur wea ‘t huure wilt zeat aon dich noe blief | De Maas waar jij daar binnenkomt, onder in ons land Waar de Voer jou tegemoet komt, is Eijsden jouw rand Als alles dan tot leven komt, in kleur een uitgebreid pallet Voelt iedereen die kriebel weer, een ongeschreven wet Het voorjaar in dit machtig land, van hoog een prachtig gezicht Natuur, de mensen ze gaan ervoor, het komt er echt aan Van ver, kortbij, het trekt je aan, een onbeschreven greep Allemachtig voorgevoel, ik zou willen dat iemand mij kneep Bronk voor Eijsden, eeuwen al, dat houd je samen Bronk wat iedereen zal weten, het feest voor iedereen Bronk in de straten, ieder huis, dat voelt ieder lijf Bronk voor wie het horen wilt, zegt tegen jou: "blijf hier" Kijk! Daar komt de zon weer tevoorschijn, alles schijnt en blinkt Alles en iedereen is er klaar voor, wie is het toch die ons dat schenkt Een wei in bloei, een klok die slaat, de paaltjes in het wit De plek voor iedere Eijsdenaar, waar die zo graag zit Hoor! Daar speelt een harmonie, dat wijsje van "Sjôn kingd" Dromend zingt iedereen mee, gevoel dat zo mooi klinkt De vloer geboend, de stoep geveegd, door een ringetje gehaald De fotolijst van Eijsden opgepoetst, het daardoor dat ik dacht: Bronk voor Eijsden, eeuwen al, dat houd je samen Bronk wat iedereen zal weten, het feest voor iedereen Bronk in de straten, ieder huis, dat voelt ieder lijf Bronk voor wie het horen wilt, zegt tegen jou: "blijf hier" Het vroeger zit jou in het bloed, genieten van onze pracht Het nu dat laat ons dat graag zien, juist daarin zit jouw kracht Je roept je mensen van overal: "Komt tot ons, kom tot hier!" Eenmaal per jaar is het weer zover, dan voelen wij ons vrij Bronk voor Eijsden, eeuwen al, dat houd je samen Bronk wat iedereen zal weten, het feest voor iedereen Bronk in de straten, ieder huis, dat voelt ieder lijf Bronk voor wie het horen wilt, zegt tegen jou: "blijf hier" |